# Clinterocera rufiventris
Clinterocera rufiventris är en skalbaggsart som beskrevs av Leon Fairmaire 1904. Clinterocera rufiventris ingår i släktet Clinterocera och familjen Cetoniidae. Inga underarter finns listade i Catalogue of Life.